# Систематическая ошибка (медицина)
Систематическая ошибка в клинических исследованиях лекарственных средств — систематическое отклонение результатов клинического исследования от истинных значений:376. Причинами систематических ошибок могут быть, в частности:376—377:
- Разный подход к назначению лекарственных препаратов при различном прогнозе заболевания.
- Применение в сравниваемых в исследовании группах пациентов различных подходов к регистрации данных (например, с помощью компьютера и  вручную).
- Выявление определённого исхода в случае более тщательного выявления изучаемого клинического исхода в одной из сравниваемых групп.
- Более тщательный опрос участников одной из сравниваемых групп пациентов.
- Более частая публикация положительных результатов исследований (то есть бо́льшая вероятность публикации в случае, если исследование выявляет клиническую и статистическую значимость эффекта лекарственного средства).
- Подтверждение диагноза — в случаях, когда результаты диагностического теста влияют на включение того или иного участника в группу  вмешательства.

Понятие систематической ошибки следует отличать от понятия случайной ошибки.